# Twelve (album)
Twelve er den ameikanske sanger og musiker Patti Smith's tiende album, udgivet 17. april 2007 på Columbia Records. Titlen henviser til, at det indeholder cover-versioner af 12 sange skrevet af og tidligere udgivet af andre kunstnere.

## Numre
1. "Are You Experienced?" (Jimi Hendrix)
2. "Everybody Wants to Rule the World" (Tears for Fears)
3. "Helpless" (Neil Young)
4. "Gimme Shelter" (Rolling Stones)
5. "Within You Without You" (The Beatles)
6. "White Rabbit" (Jefferson Airplane)
7. "Changing of the Guards" (Bob Dylan)
8. "The Boy in the Bubble" (Paul Simon)
9. "Soul Kitchen" (The Doors)
10. "Smells Like Teen Spirit" (Nirvana)
11. "Midnight Rider" (The Allman Brothers Band)
12. "Pastime Paradise" (Stevie Wonder)

En særlig udgave af albummet indeholder et 13. nummer, Everybody Hurts" (R.E.M.). Denne udgave har kun været solgt i forretninger af kæden Target i USA.